# Hechingen

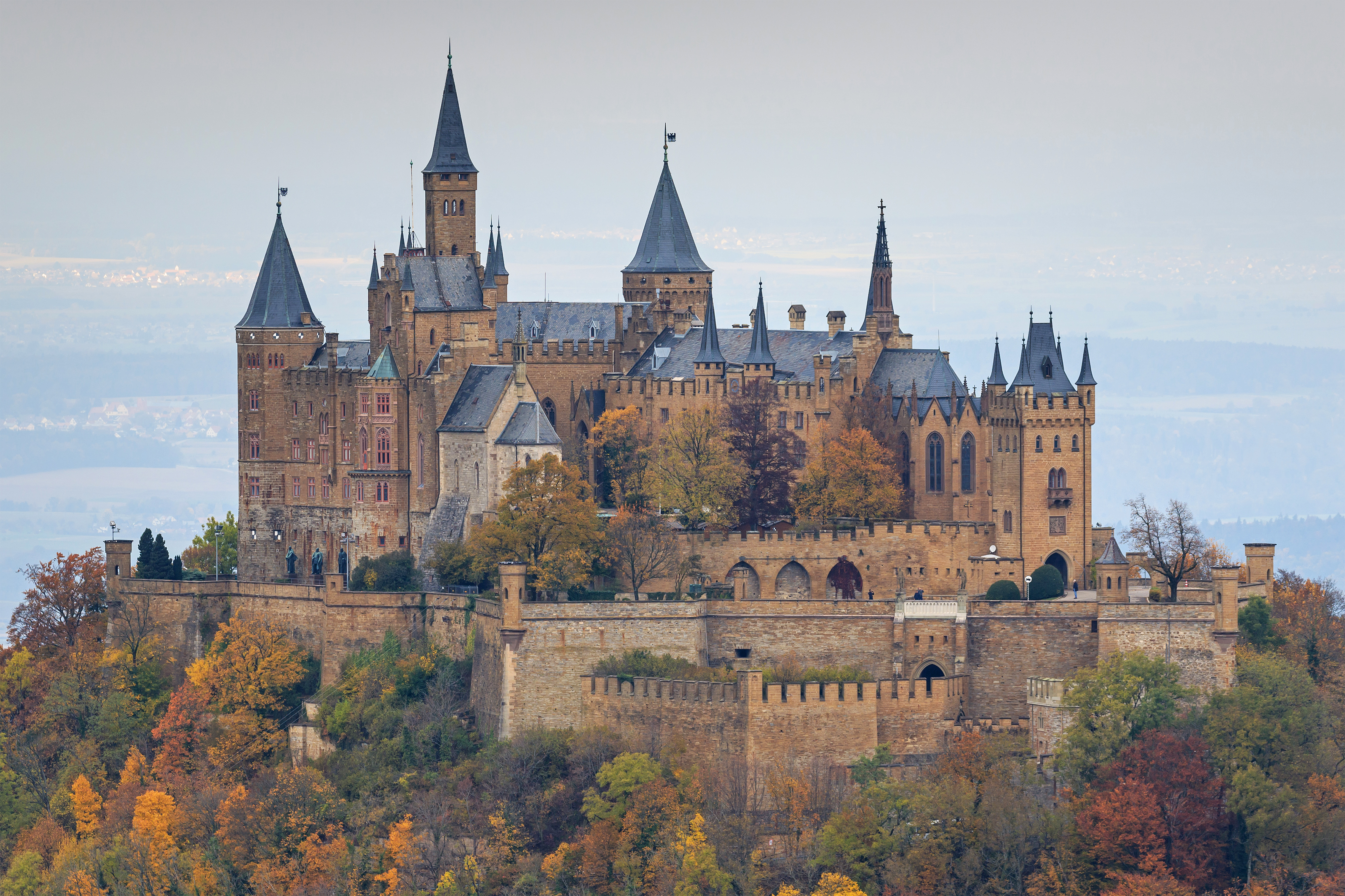
Zamek Hohenzollern

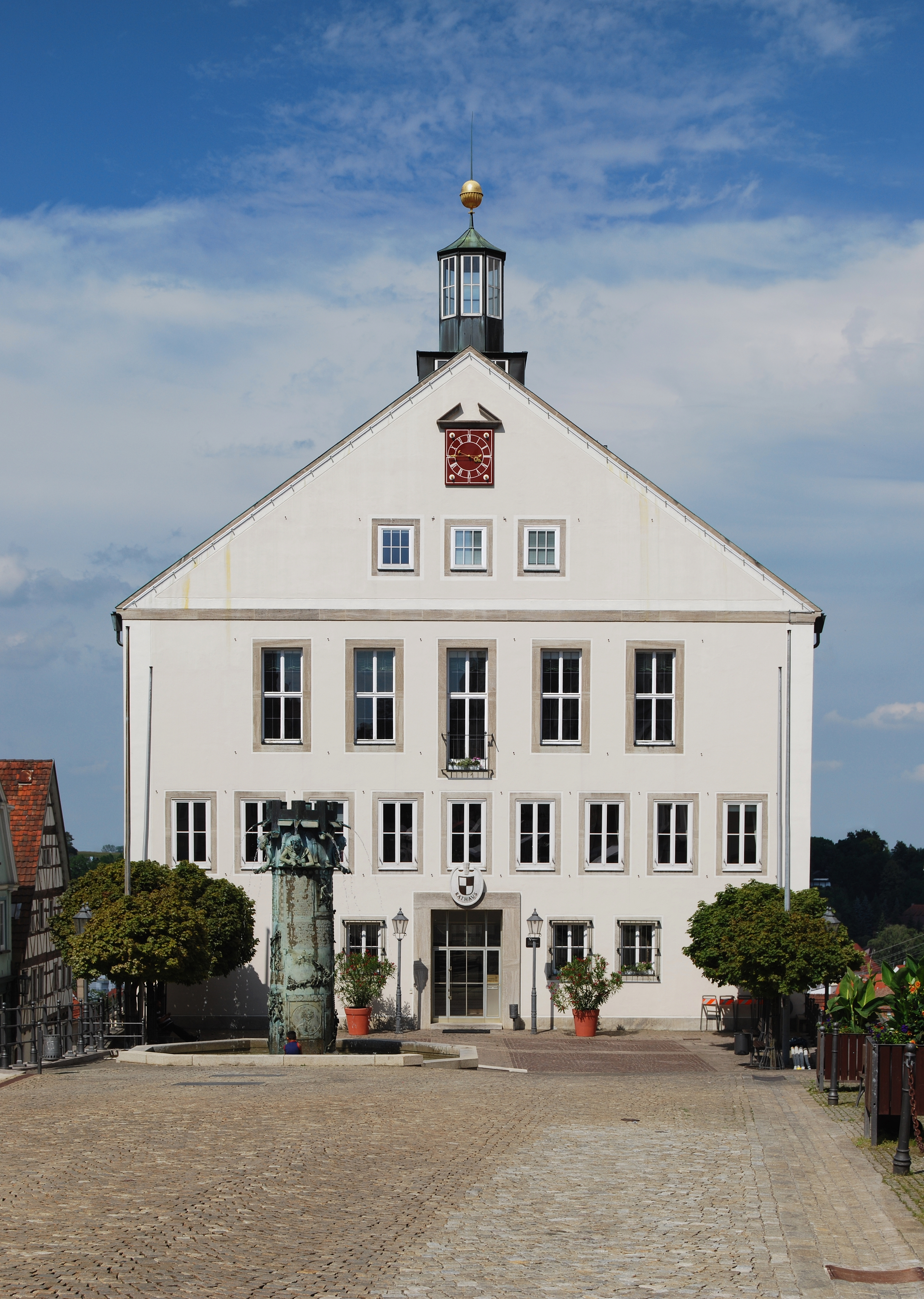
Ratusz

Hechingen – miasto w Niemczech, w kraju związkowym Badenia-Wirtembergia, w rejencji Tybinga, w regionie Neckar-Alb, w powiecie Zollernalb, siedziba wspólnoty administracyjnej Hechingen. Leży w Jurze Szwabskiej, nad rzeką Starzel, ok. 12 km na północny wschód od Balingen.

## Sport
W mieście rozgrywany jest kobiecy turniej tenisowy, pod nazwą boso Ladies Open Hechingen, zaliczany do rozgrywek ITF, z pulą nagród 60 000 $.

## Współpraca
Miejscowości partnerskie:
- Dölsach, Austria (kontakty utrzymuje dzielnica Stetten)
- Fehraltorf, Szwajcaria (kontakty utrzymuje dzielnica Stetten)
- Graun im Vinschgau, Włochy (kontakty utrzymuje dzielnica Weilheim)
- Haarlemmermeer, Niderlandy
- Hódmezővásárhely, Węgry
- Joué-lès-Tours, Francja
- Limbach-Oberfrohna, Saksonia
- Oleśnica, Polska
- Stetten, Austria (kontakty utrzymuje dzielnica Stetten)
- Stetten, Francja (kontakty utrzymuje dzielnica Stetten)
- Stetten, Szwajcaria (kontakty utrzymuje dzielnica Stetten)